# Comuna Rahnî-Polovi, Tîvriv
Rahnî-Polovi (în ucraineană Рахни-Польові) este o comună în raionul Tîvriv, regiunea Vinnița, Ucraina, formată din satele Pîrohiv și Rahnî-Polovi (reședința).

## Demografie
Componența lingvistică a satului Rahnî-Polovi
     Ucraineană (96,24%)
     Română (2,13%)
     Rusă (1,47%)
Conform recensământului din 2001, majoritatea populației satului Rahnî-Polovi era vorbitoare de ucraineană (96,24%), existând în minoritate și vorbitori de română (2,13%) și rusă (1,47%).